# 어윈 게이지
어윈 게이지(Irwin Gage, 1939년 9월 4일 ~ 2018년 4월 12일)은 미국의 피아니스트이다.
클리블랜드에서 태어났으며 미시간 대학, 예일 대학, 빈 음악원(에리크 베리바)을 졸업했다. 1973년에 아바도가 지휘하는 빈 폴 오케스트라와 공연하여 데뷔했다. 처음에는 솔리스트로 활동했으나 곧 반주자로 전환하여 아멜링, 야노비츠, 루트비히, 노먼, 피셔디스카우 등 명가수들과의 공연에 역점을 두고 활동했다. 슈베르트를 비롯한 독일 음악에 날카로운 감성을 나타냈다.